# Loch Ederline
Loch Ederline är en sjö i Storbritannien.   Den ligger i kommunen Argyll and Bute och riksdelen Skottland, i den nordvästra delen av landet, 600 km nordväst om huvudstaden London. Loch Ederline ligger 37 meter över havet. Den ligger vid sjön Loch Awe. I omgivningarna runt Loch Ederline växer i huvudsak blandskog.